# New York State Route 5
New York State Route 5 is een state highway in de Amerikaanse staat New York over een afstand van 596,7 km. Daarmee is het een van de langste rijkswegen in de staat.
De weg start bij de staatsgrens met Pennsylvania, met name in de stad Ripley in de Chautauqua County aldaar, en passeert langs de steden Buffalo, Syracuse, Utica, Schenectady en verschillende andere kleinere steden en gemeenschappen richting het centrum van de hoofdstad Albany in de gelijknamige county, waar de route eindigt op US Route 9, hier gerouteerd langs de voornaamste dienstwegen voor de Interstate 787. Voorafgaand aan de bouw van de New York State Thruway (Interstate 90), was het een van de twee belangrijkste oost-west snelwegen dwars door de staat New York, terwijl de andere verkeersas U.S Route 20 was. Ten westen van New York gaat de route verder als Pennsylvania Route 5 richting de stad Erie.
Naarmate de route door de staat vordert, passeert deze ook direct of indirect langs elke belangrijke noord-zuid autosnelweg van de staat New York, inclusief alle drie de noord-zuid Interstate highways; I-390 in Avon, I-81 in Syracuse - via US 11 - en I-87 in Albany.